# Rol semántico
En diversas teorías lingüísticas, un rol semántico (también llamado rol temático o relación temática, e igualmente papel temático y función semántica) es un término utilizado en lingüística para expresar la función semántica que desempeña un sintagma en la acción o el estado que describe el verbo de su oración. Por ejemplo, en la frase "María se comió una manzana", María es quien efectúa la acción de 'comer', y por tanto es el Agente de tal oración; la manzana es lo que fue comido, y por tanto desempeña el rol de Paciente. La mayor parte de las teorías lingüísticas contemporáneas hacen referencia al concepto de rol semántico, pero la terminología puede variar mucho de una escuela a otra. En la gramática generativa se prefiere el término de caso profundo. Es frecuente designar los roles semánticos poniendo en mayúscula la inicial del término, para distinguirlo de un uso no técnico del mismo término: así, encontraremos normalmente los roles escritos como 'Paciente', 'Agente', etc.

## Principales roles semánticos
La siguiente es una lista de las relaciones temáticas más comúnmente identificadas.
- Agente: El participante que deliberadamente realiza la acción (e.g., Juan leyó el libro.)[3]
- Experimentador: La entidad que recibe sensorial o emocionalmente el estímulo (e.g., Susana escuchó la canción. Me puse a llorar.).
- Estímulo: La entidad que produce no deliberadamente una sensación sensorial o anímica (e.g., Carlos detesta la soja ).
- Paciente: El participante que se somete a la acción y cambia su estado al final de tal acción (e.g., La roca aplastó el tractor.). (A veces se usa de manera intercambiable con el Tema.)
- Tema o Partícipe: El participante en el que se lleva a cabo la acción pero que no cambia su estado a consecuencia de ello (e.g., creemos en un Dios. Tengo dos hijos. Puse el libro sobre la mesa. Le dio el arma al oficial de policía.) (A veces se usa de forma intercambiable con el Paciente.)
- Instrumento: El participante que es usado para llevar a cabo la acción (e.g., El alcalde cortó la cinta con un par de tijeras.).
- Fuerza o Causa Natural: El participante no animado ni volitivo que realiza la acción (e.g., Una avalancha destruyó el antiguo templo.).
- Ubicación: El lugar donde se produce la acción (e.g., Los niños juegan en el parque. Voy a estar en la casa de Julia estudiando para el examen.).
- Dirección o Meta: El lugar hacia adonde se dirige la acción (e.g., La caravana continuó hacia el oasis lejano. Caminaba a la escuela.).[4]
- Destinatario: un tipo especial de partícipe asociado a verbos que expresan un cambio en la posesión. (e.g., Envié la carta a Juan. Le dio el libro a la casera.) Normalmente son terceros argumentos: en el primer ejemplos anterior, Juan sería el primer argumento (un Agente) y el libro el segundo (un Paciente).
- Fuente u Origen: El lugar donde se origina la acción (e.g., El cohete fue lanzado desde el centro de lanzamiento. Ella se apartó de él.).
- Tiempo: El momento en que sucede la acción o el estado (e.g., El cohete fue lanzado ayer.).
- Beneficiario: La entidad en cuyo beneficio se produce la acción (e.g., Cociné un rosco para mi novia. El ingeniero construyó un coche para la clase media. Yo lucho por el rey.).[4]
- Modo: La forma en que una acción se lleva a cabo (e.g., Con gran urgencia, Tabitha llamó al 911.).
- Causa: Un ente que preexiste a la acción y que se considera que la da lugar; (e.g., Carlos se comió la tarta porque llevaba sin comer desde ayer).
- Finalidad o Propósito: Un ente que no preexiste a la acción y que se considera el objetivo por el que el agente la realiza; (e.g., Carlos se comió la tarta para ganar el concurso de comilones).
- Compañía: Un ente animado que participa de la acción o el estado con el agente, paciente o causa del mismo (e.g., Vino con sus amigos)[5]

## Roles semánticos en lingüística computacional
En la lingüística computacional se ha buscado tener un estándar para poder realizar análisis semánticos con aprendizaje automático. Existen varios modelos que buscan capturar el significado de los roles semánticos "tradicionales", como aquellos mencionados en la primera sección de este artículo, reemplazándolos con términos similares que tengan definiciones formales más estrictas.
Una de estas propuestas es PropBank, en la cual las relaciones temáticas son definidas como "proto-roles" o la tendencia que tiene un argumento de ser marcado con un rol específico. Los argumentos de PropBank están numerados e identifican diferentes tendencias de relaciones temáticas:
| Rol  | Tendencias                                                                |
| ---- | ------------------------------------------------------------------------- |
| Arg0 | Agente                                                                    |
| Arg1 | Objeto directo/Tema/Paciente                                              |
| Arg2 | Objeto indirecto/Beneficiario/Instrumento/Atributo/Estado final/Extensión |
| Arg3 | Punto de partida, origen/Beneficiario/Instrumento/Atributo                |
| Arg4 | Punto de llegada, destino                                                 |

Por ejemplo para el verbo romper (break en inglés) sus argumentos se identifican de la siguiente forma:
- Arg0: breaker (quien rompe)
- Arg1: thing broken (lo que se rompe)
- Arg2: instrument (el instrumento)
- Arg3: pieces (pedazos)

Además de los roles específicos de los argumentos, existen también etiquetas de función:
| Rol | Descripción                                        |
| --- | -------------------------------------------------- |
| LOC | Lugar                                              |
| EXT | Extensión (argumento numérico)                     |
| DIS | Conectiva del discurso                             |
| ADV | Propósito general                                  |
| NEG | Marca de negación                                  |
| MOD | Verbo modal                                        |
| CAU | Causa                                              |
| TMP | Tiempo                                             |
| PNC | Propósito                                          |
| MNR | Modo                                               |
| DIR | Dirección                                          |
| PRD | Predicación secundaria (relación entre argumentos) |

PropBank no contiene anotaciones en español, sin embargo el corpus AncoraNet contiene conexiones a PropBank y otras fuentes de anotaciones sintácticas y semánticas. 
Existen otros modelos como FrameNet, basado en la llamada Frame Semantics donde los roles son reemplazados por elementos específicos al contexto de cada verbo, llamado marco (Frame en inglés). Cada marco tiene cierto número de elementos básicos y elementos suplementarios que pueden entenderse como roles semánticos. Este y otros recursos son complementarios y a menudo se utilizan de manera conjunta para problemas de aprendizaje automático como anotación automática de roles semánticos.